# Scea subcyanea
Scea subcyanea är en fjärilsart som beskrevs av Louis Beethoven Prout 1925. Scea subcyanea ingår i släktet Scea och familjen tandspinnare. Inga underarter finns listade.